# Carl Heinrich Gläser

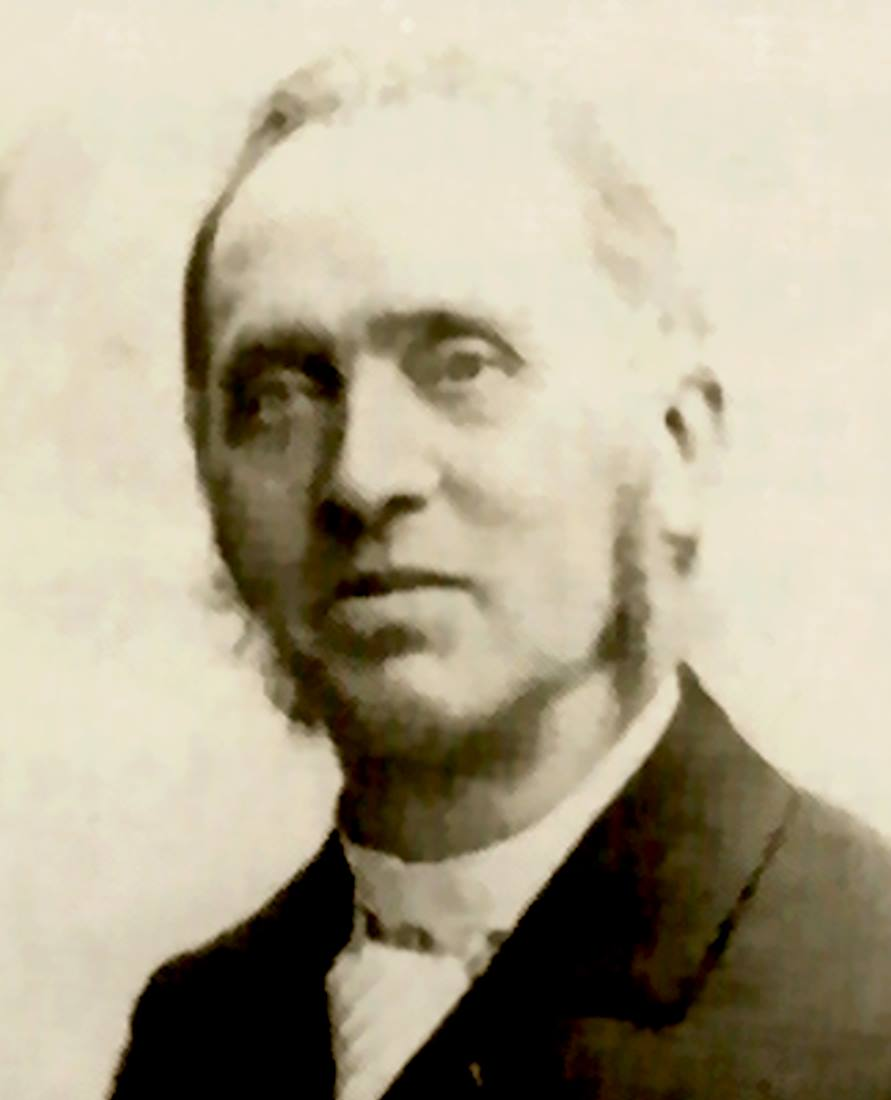
Carl Heinrich Gläser, um 1898

Carl Heinrich Gläser (* 31. Oktober 1831 in Erdmannsdorf, Erzgebirge; † 5. Dezember 1903 in Dresden) war ein deutscher Sattler, Wagenbauer und Königlich-Sächsischer Hofwagenbauer in Dresden. Die Marke Gläser Karosserie Dresden wird auf ihn als Namensgeber zurückgeführt.

## Leben
Heinrich Gläser war das fünfte von acht Kindern aus der Ehe des Strumpfwirkers und Spinnmeisters Johann Gotthelf Gläser mit Hanne Christiane Wilhelmine, geb. Uhlig. Die Familie lebte in Erdmannsdorf. 1863 kam Gläser als Sattler und Wagenbauer nach Dresden und arbeitete in dem Geschäftslokal des Sattlermeisters C. F. Kästner, Rampische Straße 24. Wohnhaft gemeldet war er An der Frauenkirche 16 II. Nach dem Tode Kästners übernahm Gläser 1864 die Werkstatt des verstorbenen Sattlermeisters und firmierte als Innungsmitglied der Sattler mit Erweiterung als Wagenbauer in der Rampischen Straße 24 (später Nr. 6) in Dresden. Das Haus in der Rampischen Straße gehörte der Witwe Auguste Margarete Kästner, geb. Unger, mit der Gläser am 10. Juli 1864 die Ehe einging. Die Ehe blieb kinderlos. Am 1. August 1864 erhielt er seinen ersten Auftrag.
Der talentierte Wagenbauer für Karossen hochwertiger Pferde-Kutschwagen, Sänften, Chaisen und Pferdeschlitten machte sich in Fachkreisen und am Königlich-Sächsischen Hof in Dresden schnell einen Namen.

## Wirken
Auf Grund der guten Qualität der von ihm gebauten Kutschen und Pferdeschlitten erhielt Gläser 1865 auch Aufträge vom Königlichen Marstall und vom Königlichen Oberstallamt in Dresden. Später folgten Aufträge des großherzoglichen Marstalls in Meiningen. Für seine Leistungen wurde er ab 1871 in Dresden Hofwagenlieferant und erhielt 1874 den Titel Königlich-Sächsischer Hofwagenbauer verliehen.
Wegen der räumlichen Enge seiner Werkstatt, in der Innenstadt Dresdens in unmittelbarer Nähe der Frauenkirche gelegen, spezialisierte sich Gläser mit seinem Wagenbau auf die Ausstattungsarbeiten, indem er sich von anderen Handwerkern als Unterauftragnehmer Rohbauten zur Weiterbearbeitung anliefern ließ. Er hatte sich auf die Sattler-, Lackierer-, Beschlag- und Posamentiererarbeiten verlegt, bis zur Auslieferung des Endproduktes an den Auftraggeber. Seine Firma, als Manufaktur mit 23 Beschäftigten, lieferte jährlich etwa 20 Kutschen in luxuriöser Ausführung an den Königlich Sächsischen Hof. Gläser führte seine Manufaktur in Arbeitsteilung und produzierte mit Stellmachern, Schreinern, Lackierern, Linierern, Vergoldern, Sattlern und anderen Gewerken.
Einer seiner Lieferanten für Wagen- und Kutschenrohbauten war der Schmied, Stellmacher und Wagenbauer Emil Heuer aus Radeberg. Heuer betrieb eine Wagenbauerei in Radeberg und hatte als Wagenfabrikant im Jahr 1898 bereits in Dresden ein Geschäftslokal mit Reparaturwerkstatt auf dem Freiberger Platz 17.
Ab 1900 wurde Emil Heuer in der Dresdner Firma Heinrich Gläser zum Mitinhaber, neben seiner eigenen Firma Wagenbauerei Emil Heuer in Radeberg. Carl Heinrich Gläser starb im Dezember 1903 kinderlos. Emil Heuer wurde als Wagenfabrikant und Königlicher Hofwagenbauer nach dem Tode Gläsers zum Inhaber und alleinigen Geschäftsführer der Dresdner Firma Heinrich Gläser.
Von diesem Zeitpunkt an wurde es für Emil Heuer ab 1903 möglich, außer dem bisherigen, unter Gläser betriebenen traditionellen Aufbau von herkömmlichen Pferdekarossen und höfischen Sänften, sich der Innovation des Karosseriebaues für Automobile zuzuwenden, die Heinrich Gläser zu seinen Lebzeiten strikt abgelehnt hatte. Emil Heuer wurde ab 1903 zu einem Pionier der Karosserie-Herstellung für Automobile, die er in seinen zwei, durch ihn spezialisierten Firmen in Radeberg und Dresden, herstellte. Die Automobil-Rohbauten entstanden in seiner Wagenfabrik Emil Heuer in Radeberg, die Ausstattungsarbeiten bis zur Endfertigung in seiner zweiten Firma Heinrich Gläser in Dresden.

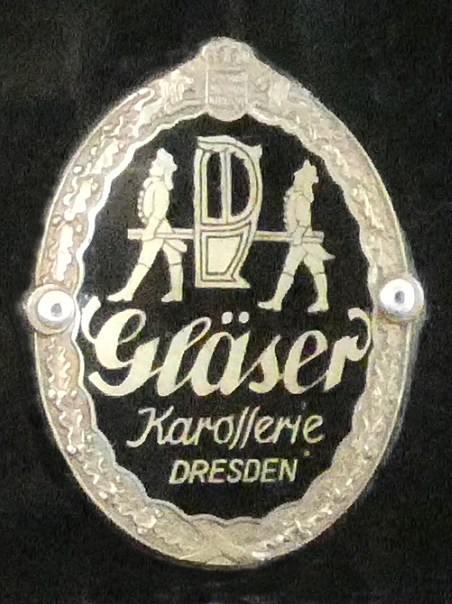
Die Wort-Bild-Marke Gläser Karosserie Dresden

Er führte den Firmennamen seines Compagnons in Dresden weiter als Firma Heinrich Gläser, Sattlerei und Wagenbauanstalt, ebenso den etablierten Markennamen mit dem Signet der höfischen Sänfte Gläser Karosserie Dresden. Diese Karosserieplakette wurde durch ihn bei seinen Automobilkarosserien jeweils an der linken unteren Seite der Motorhaube angebracht. Alle Autokarosserien unter der Marke Gläser-Karosserie Dresden waren ausschließlich „Heuer-Produkte“.
Carl Heinrich Gläser, auf den die Firmenbezeichnung „Gläser“ der Karosserieherstellung zwar seit seiner Werkstatteröffnung 1864 in Dresden bis auf den heutigen Tag zurückgeführt wird, war bis zu seinem Tode ein Gegner dieser motorisierten Automobil-Entwicklung gewesen und hatte diese gesamte Entwicklung, die gerade um 1900 verstärkt in Erscheinung trat, als „Stinkekutschen“ abgewertet.
Der Pionier der Autokarosserieentwicklung war Emil Heuer, der hinter dem Markennamen „Gläser Karosserie Dresden“ fast vergessen wurde.

## Museumsbesitz
- Mecklenburgisches Kutschenmuseum: Landauer aus dem königlichen Marstall in Dresden um 1900.[8]